# Les Conscrits de 1807 défilant devant la porte Saint-Denis
Les Conscrits de 1807 défilant devant la porte Saint-Denis est un tableau du peintre français Louis-Léopold Boilly de 1808. L’œuvre est exposée au musée Carnavalet de Paris.

## Histoire
La peinture est exposée pour la première fois au Salon de 1808. 
Elle est conservée au musée Carnavalet depuis 1888.

### Critiques
Au vu des nombreux cas de désertion dans la Grande Armée et des refus d’aller au front, le tableau est perçu par certains comme « peu naturel ».

## Contexte
La peinture est exposée dans le contexte tumultueux des guerres napoléoniennes, alors que le Premier Empire est en pleine expansion militaire. Napoléon Ier mène alors une série de campagnes militaires à travers l’Europe afin d’affirmer la domination française, notamment face à la Quatrième Coalition composée de la Prusse, la Russie, le Royaume-Uni et la Suède notamment.
En 1807, la France vient de remporter plusieurs victoires majeures, notamment à Eylau et à Friedland face aux armées russo-prusiennes. Ces batailles, quoique remportées, ont été extrêmement coûteuses en vies humaines, provoquant un besoin urgent de renouveler les effectifs de la Grande Armée. L’Empire peut alors compter sur la loi Jourdan-Delbrel, promulguée le 5 septembre 1798. Cette loi instaure la conscription obligatoire, stipulant que « tout Français est soldat et se doit à la défense de la patrie ». En 1807, la conscription est toujours en vigueur et est essentiel à la politique militaire de Napoléon, qui bénéficie d’une grande réserve en hommes. Elle permet en effet à l’Empereur de lever de nouvelles troupes en enrôlant des hommes ayant reçu une formation militaire.

## Description
La peinture représente les conscrits de 1807, défilant à Paris, devant la porte Saint-Denis face au peuple parisien. On peut y voir de jeunes soldats embrasser leur famille, suggérant des adieux ; l’atmosphère générale est émouvante.
Au premier plan, on y voit des hommes en habits civils ou partiellement militaires. Les expressions sont variées : certains conscrits affichent de l’enthousiasme, d'autres semblent au contraire résignés. Des mères, épouses et enfants apparaissent aussi dans la foule, parfois en larmes pour montrer le déchirement provoqué par le départ au front. Le peintre utilise une palette de couleurs  chaudes, mêlant les tons bruns et oranges. Le ciel, nuageux, renforce l’atmosphère à la fois solennelle et mélancolique de la scène. L’œuvre est à la fois historique et émotionnelle. Elle présente un événement militaire en démontrant la mobilisation de toute une génération, et en conséquence le prix humain de l’expansion impériale.
Il est néanmoins intéressant de noter que le majordome censé conduire le défilé, ne reçoit que peu de réponses à son ordre d’avancer. Nous pouvons comprendre ici une certaine réticence des soldats à quitter leur famille, profitant de ces dernières précieuses minutes avec elle.
La peinture est signée « L. Boilly » en bas à droite.